# Daniel Deusser
Daniel Deusser (13 agosto 1981) è un cavaliere tedesco.

## Palmarès

### Olimpiadi
- 1 medaglia:
  - 1 bronzo (Rio de Janeiro 2016 nei salto a squadre)

### Europei
- 2 medaglie:
  - 2 argenti (Herning 2013 nel salto a squadre; Aachen 2015 nel salto a squadre)

### Coppa del Mondo
- 3 medaglie:
  - 1 oro (Lione 2014 nel salto individuale)
  - 1 argento (Las Vegas 2007 nel salto individuale)
  - 1 bronzo (Göteborg 2016 nel salto individuale)